# Nioro do Sael (círculo)
O círculo de Nioro do Sael (Circle de Nioro du Sahel) é uma subdivisão administrativa da Região de Kayes do Mali. A sua sede é a cidade de Nioro do Sael, que é também sua maior cidade. O círculo é ainda dividido em Arrondissements e Comunas. Sua população em 1998 foi de 253.984 pessoas.